# Gaston Baty
Gaston Baty (26 de mayo de 1885 - 13 de octubre de 1952), cuyo nombre completo era Jean-Baptiste-Marie-Gaston Baty, fue un dramaturgo y director de teatro francés. Su adaptación teatral de Madame Bovary de Gustave Flaubert fue presentada en su versión en inglés en Broadway en 1937, con la actuación protagónica de Constance Cummings.
Baty también es autor de una obra titulada Dulcinea que ha sido filmada dos veces y producida para la televisión en 1989. Es una obra original inspirada en la novela Don Quijote de la Mancha de Miguel de Cervantes y utiliza algunos de sus personajes. La segunda versión fílmica rodada en 1963 fue protagonizada por Millie Perkins como Dulcinea.

## Obras
Influido por el teatro alemán descubierto en su juventud y por el movimiento expresionista, Baty fue también un teórico del teatro. En 1920, escribió Vérités premières et paradoxales sur l’art du théâtre y fundó el Cartel junto con Louis Jouvet, Georges Pitoëff y Charles Dullin, en 1927. Si bien esta asociación no tuvo resultados prácticos debido a las grandes diferencias de personalidad entre sus cuatro fundadores, permitió tener una etiqueta al teatro de vanguardia de la época, frente al teatro de boulevard comercial. Asimismo, Baty publicó Vie de l’art théâtral des origines à nos jours (1932) y Le Metteur en scène (1944), donde defendió una acepción moderna del director de teatro, creador igual que el autor, y la importancia de la decoración y del aspecto visual de las piezas.
Durante su carrera, montó piezas tales como La ópera de los tres centavos (1930), Comme tu me veux, Crimen y castigo (1933), Les caprices de Marianne (1935), Madame Bovary (1936), Fausto (1937), Manon Lescaut, Phèdre (1940), La mégère apprivoisée, Macbeth, La Célestine, Becket ou l’honneur de Dieu, etc. 